# Rezydencje holenderskiej rodziny królewskiej

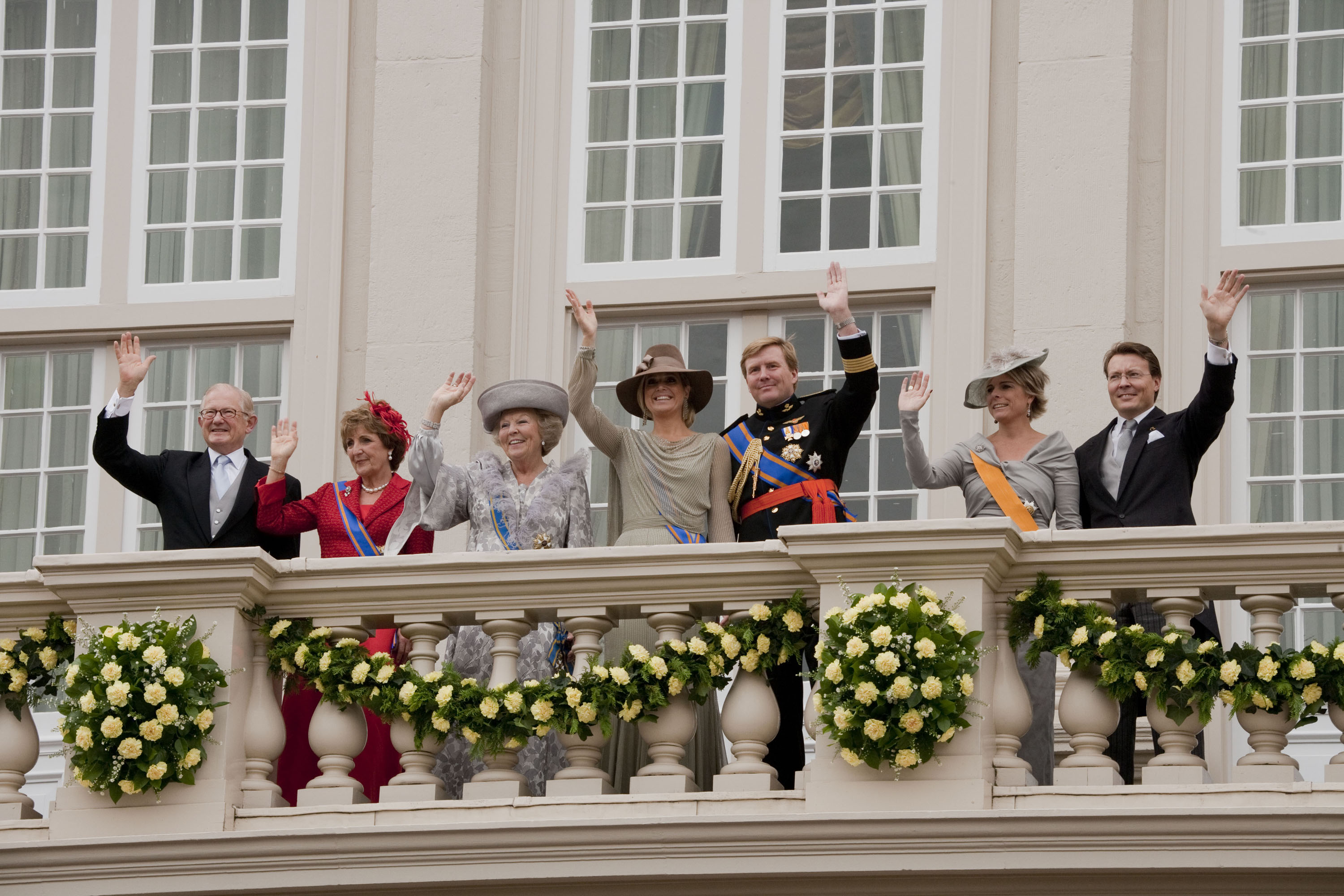
Rodzina królewska na balkonie pałacu Noordeinde

Rezydencje holenderskiej rodziny królewskiej to pałace i dworki znajdujące się do dyspozycji panującego króla Wilhelma-Aleksandra, jego najbliższej rodziny i innych członków rodziny królewskiej w celach służbowych i mieszkalnych.

## Pałace będące własnością państwową
- Pałac Noordeinde w Hadze (nid. Paleis Noordeinde) – miejsce pracy Króla i miejsce gdzie są przyjmowani oficjalnych gości i delegacje zagraniczne. Raz do roku w dniu Prinsjesdag jest miejscem z którego Król wraz z małżonką w orszaku wyrusza do budynków parlamentu aby wygłosić mowę tronową. Po zakończeniu uroczystości rodzina królewska pojawia się na balkonie pałacu. Na zapleczu pałacu znajduje się Stajnia Królewska. A w ogrodzie pałacowym jest budynek Archiwum Domu Królewskiego (dynastii Oranje-Nassau)[1].
- Pałac Huis ten Bosch w Hadze (nid. Paleis Huis ten Bosch) – od stycznia 2019 roku miejsce zamieszkania króla Wilhelma-Aleksandra, królowej Maksymy i ich dzieci: księżniczki Katarzyny-Amalii, księżniczki Aleksji i księżniczki Ariany[2].
- Pałac królewski w Amsterdamie (nid. Koninklijk Paleis Amsterdam) pełniący rolę reprezentacyjną, używany tylko dla najbardziej znaczących uroczystości. W dniu 30 kwietnia 2013 roku odbyła się w nim uroczystość koronacyjna króla Wilhelma-Aleksandra[3].

## Prywatne rezydencje będące własnością rodziny królewskiej
- Królewska posiadłość ziemska „de Horsten” w Wassenaar (nid. Koninklijke Landgoederen 'de Horsten') – miejsce zamieszkania Króla i jego najbliższej rodziny do stycznia 2019 roku[4].
- Zamek Drakensteyn w Lage Vuursche (nid. Kasteel Drakensteyn) – miejsce zamieszkania byłej królowej, a obecnie księżniczki Beatrycze[5].

## Dawne rezydencje królewskie, obecnie muzea
- Pałac Soestdijk w Baarn (nid. Paleis Soestdijk) – historyczna rezydencja, dawne miejsce zamieszkania królowej Juliany i jej męża księcia Bernharda. Miejsce narodzin ich córek: księżniczki Beatrycze, księżniczki Ireny, księżniczki Margriet i księżniczki Krystyny[6].
- Pałac Het Loo w Apeldoorn (nid. Paleis Het Loo) – dawna rezydencja, zbudowana w czasie panowania króla Wilhelma III. Miejsce zamieszkania księżniczki Margriet i jej męża profesora Pietera van Vollenhovena[7].

## Galeria

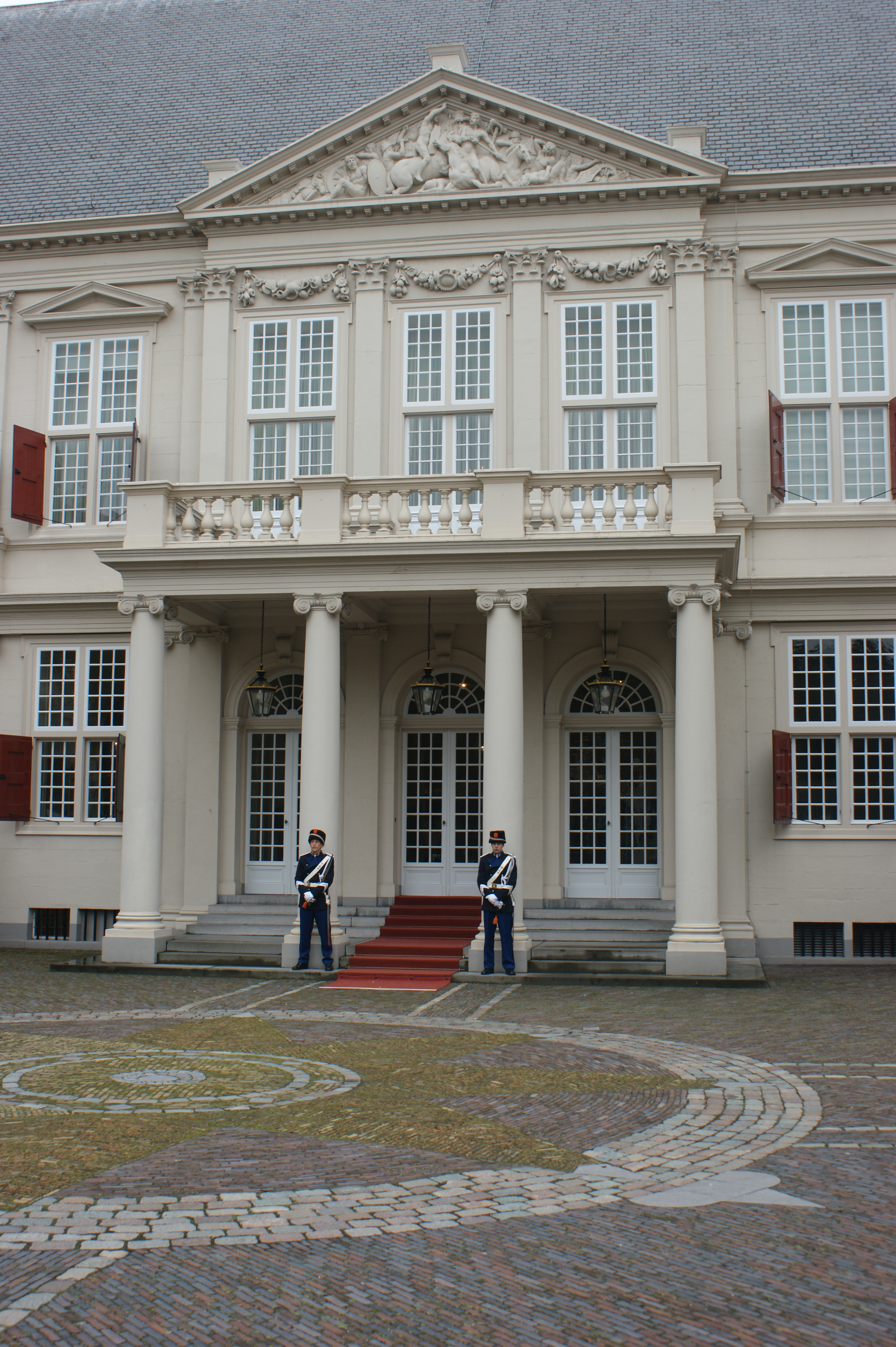
Pałac Noordeinde
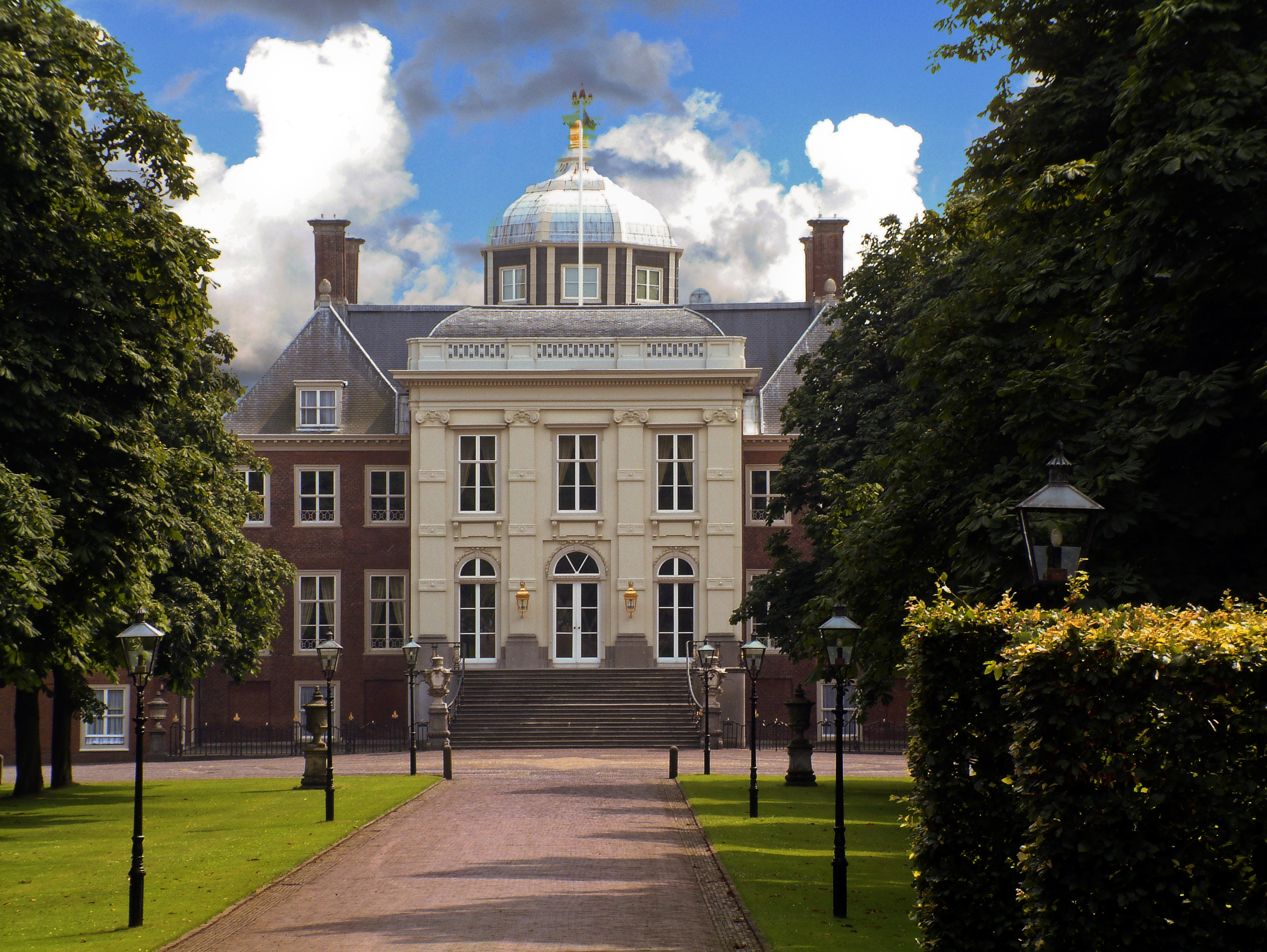
Pałac ten Bosch
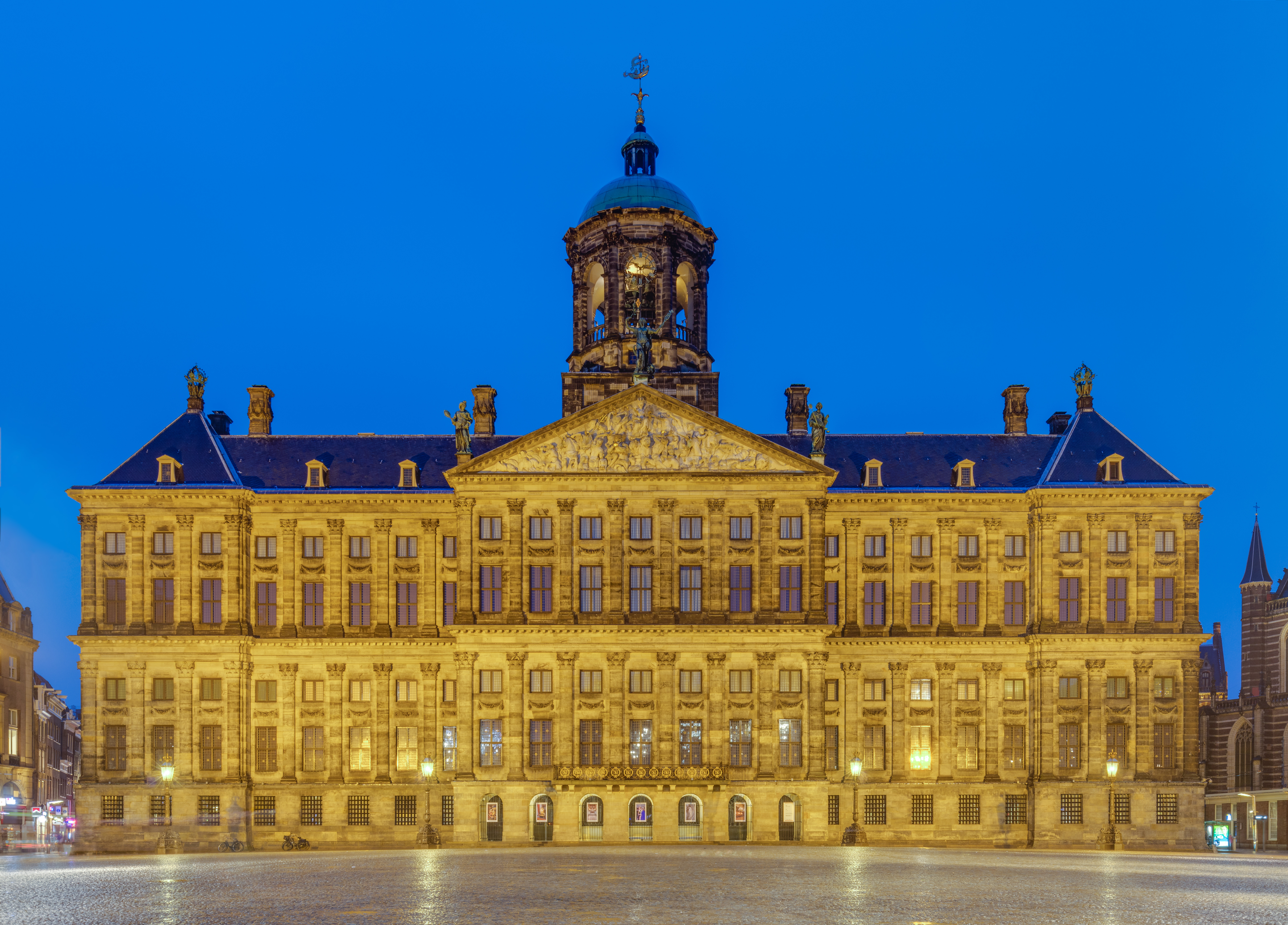
Pałac królewski w Amsterdamie
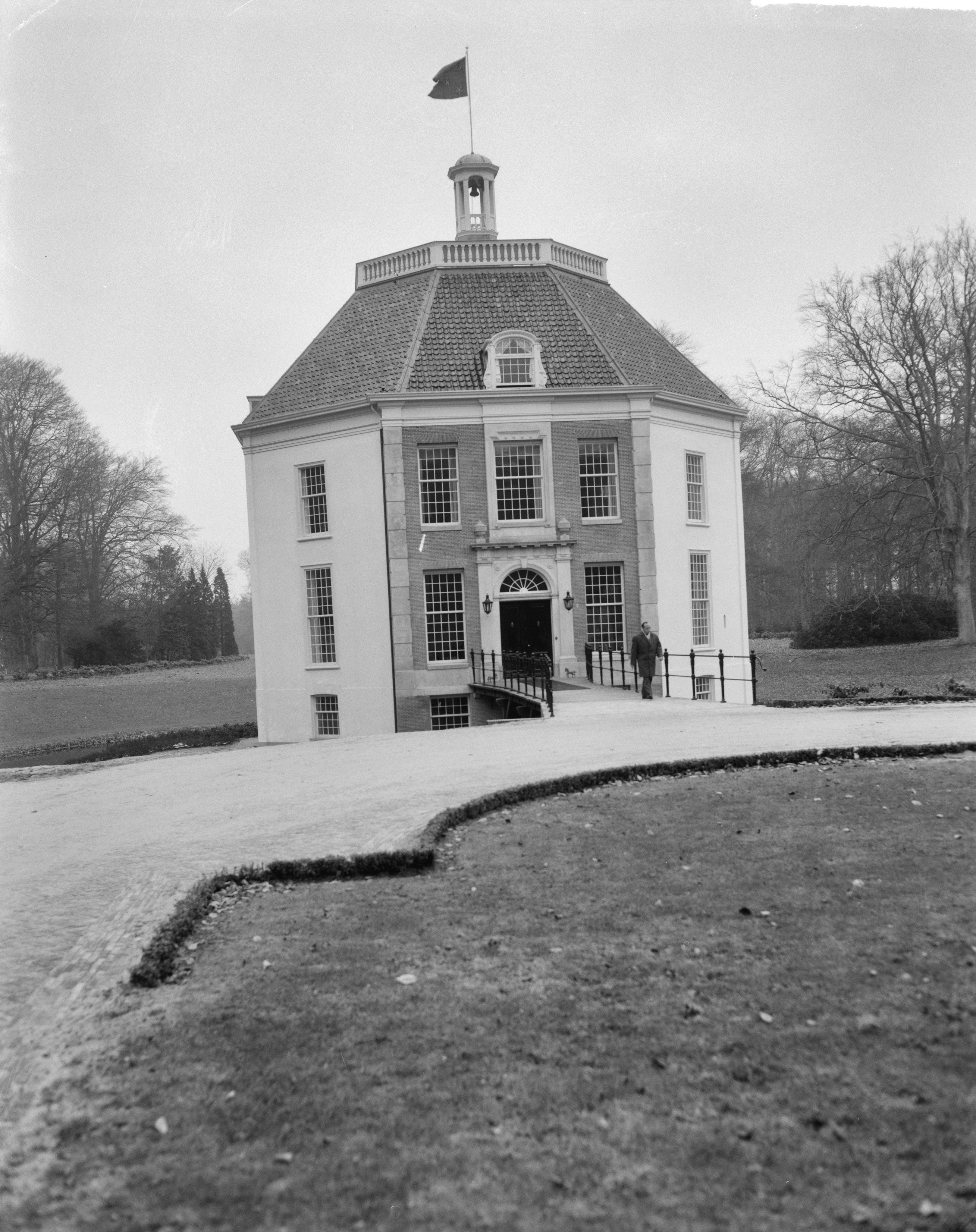
Zamek Drakenstein w Lage Vuursche
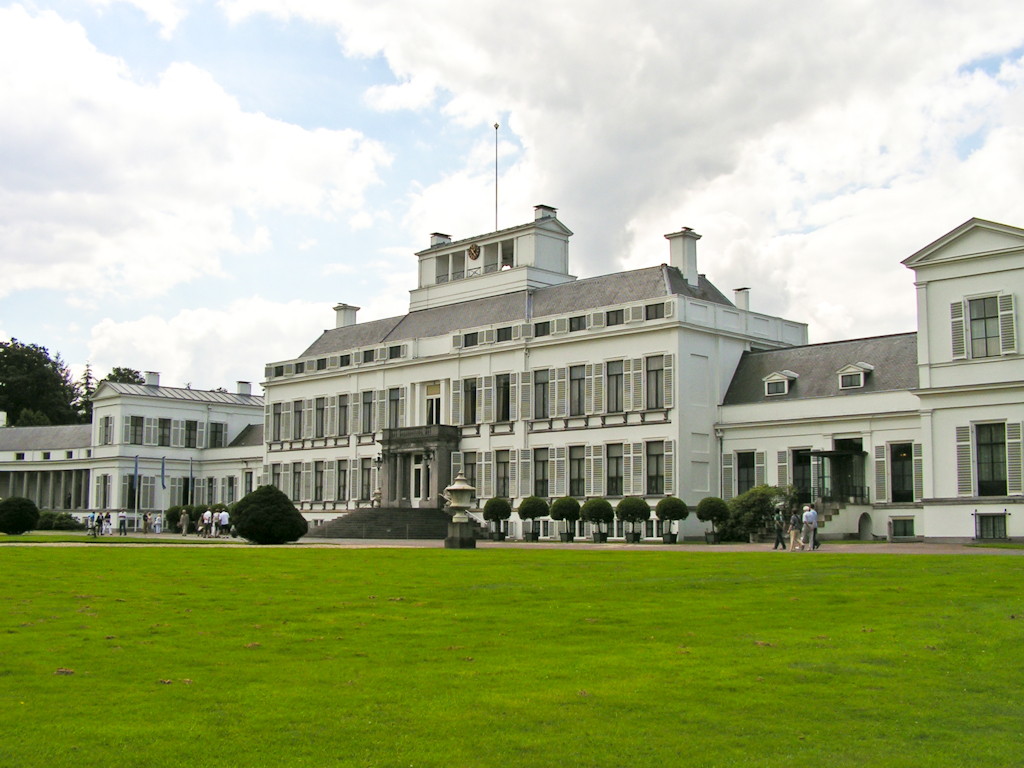
Pałac Soestdijk w Baarn
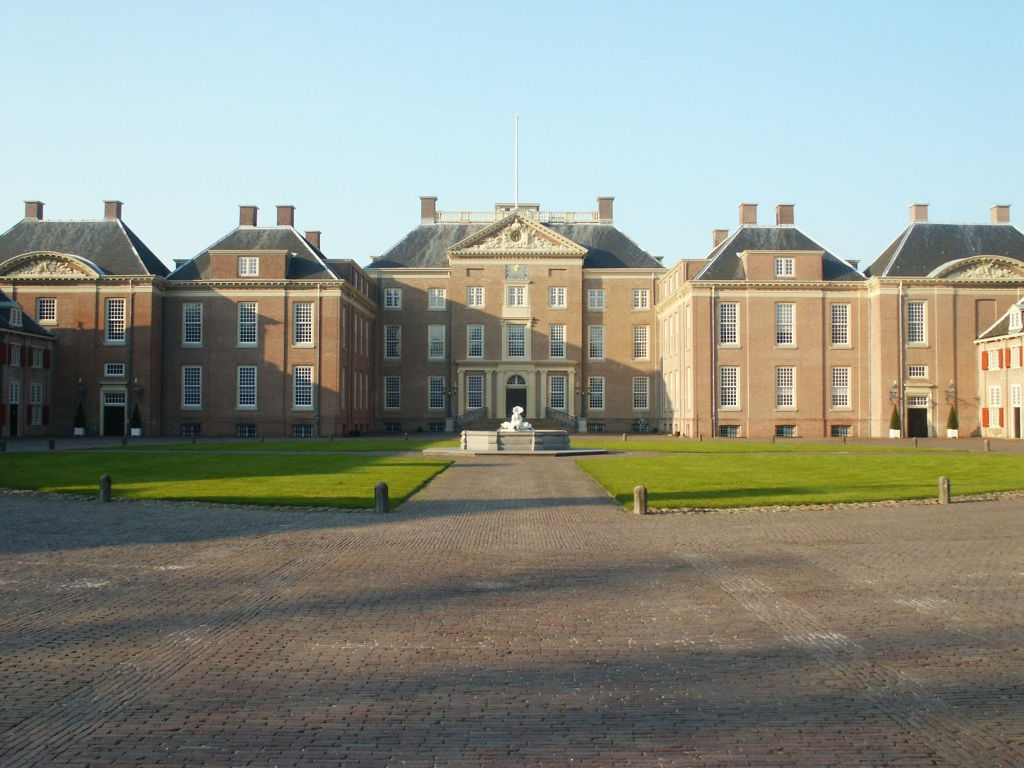
Pałac het Loo w Apeldoorn